# 周旭勇
周旭勇（1966年3月—），男，汉族，辽宁开原人，中华人民共和国政治人物，中国共产党党员，曾任中共新疆大学党委书记，第十三届全国人民代表大会新疆地区代表。现任伊犁州人大常委会党组书记

## 生平
2018年2月24日，当选为第十三届全国人大代表。2023年6月，出任新疆维吾尔自治区人民政府秘书长。
2025年5月，转任新疆维吾尔自治区伊犁哈薩克自治州人大常委会党组书记。